# Rio Buha
O Rio Buha é um rio da Romênia afluente do Rio Sterminos, localizado no distrito de Hunedoara.